# The Giant Claw
The Giant Claw (La garra gigante) es una película de monstruos estadounidense de 1957 de Columbia Pictures, producida por Sam Katzman, dirigida por Fred F. Sears, y con actuación principal de Jeff Morrow y Mara Corday. Tanto Sears como Katzman eran bien conocidos como cineastas de género B de bajo presupuesto.La película se estrenó como largometraje doble con The Night the World Exploded.

## Sinopsis
Mitch MacAfee es miembro del equipo técnico que está probando un nuevo dispositivo de radar para el ejército. Un día, mientras vuela, ve un ovni que da varias vueltas alrededor de su avión. Tras la señal de alerta, muchos escuadrones intentan interceptar el objeto sin éxito. Los militares creen que ha sido una falsa alarma de Mitch, pero empiezan a llegar numerosos informes de aviones desaparecidos en la zona. Cuando Mitch y la hermosa matemática Sally Caldwell regresan a la ciudad en un avión militar, son atacados por el ovni y se estrellan. Tras ser rescatados por un lugareño, este les habla de "La Carcaña", un ser mitológico alado que surca los cielos de la comarca. Cuando Mitch y Sally llegan por fin a la ciudad, se enteran de que hay más informes de aviones desaparecidos y de que el ejército ha logrado fotografiar el objeto. Se trata de una gran nave alienígena, aparentemente indestructible, que sigue en sus ataques un rumbo definido. Todo hace suponer que pronto llegará a Nueva York. 

## Reparto
- Jeff Morrow: Mitch MacAfee
- Mara Corday: Sally Caldwell
- Morris Ankrum: el Teniente General Edward Considine
- Lou Merrill (como Louis D. Merrill): Pierre Broussard
- Edgar Barrier: el Dr. Karol Noymann
- Robert Shayne: el General Van Buskirk
- Frank Griffin (como Ruell Shayne): Pete, un piloto
- Clark Howat: el Alcalde Bergen
- Morgan Jones: el Teniente, oficial de radar

## Recepción
La recepción de la crítica fue muy negativa, y el escritor e historiador de cine Bill Warren comentó: "Esta sería una película normalmente mala de este tipo, con una buena actuación de Jeff Morrow, si los efectos especiales hubieran sido el estándar de la industria en ese momento. Sin embargo, no es lo que pasó. The Claw no solamente está mal diseñado, sino que está hilarantemente diseñado, y no se parece tanto al personaje animado Beaky Buzzard de Warner Bros. Una vez vista, jamás olvidarás esta creación demasiado ridícula". 
Se burlaron de Giant Claw por la calidad de sus efectos especiales.El pájaro, en particular, es considerado por muchos como mal diseñado, ya que es una marioneta con una cara rara. El crítico de cine Leonard Maltin señaló que la película decepcionó por estas razones: "falta de efectos especiales decentes que arruina la batalla entre pájaros colosales y aviones de combate. Big Bird es ridículo". TV Guide criticó la película, otorgándole una puntuación de 1 sobre 4, criticando al monstruo de la película como de "aspecto absurdo". 
No todas las críticas de la película fueron malas. AllMovie le dio a la película una crítica positiva y afirmó: "The Giant Claw tiene una reputación terrible que no es del todo merecida; sin duda, el productor Sam Katzman optó por el monstruo más barato y peor que uno pueda imaginar, un aspecto ridículo. El títere de pájaro gigante que hace que la película parezca ridícula, excepto esos momentos en que el monstruo del título está en la pantalla, la película no es mala, así durante los primeros 27 minutos, hasta que aparece por primera vez y evoca sus primeras rondas. Entre risas, la película funciona bien dentro de los límites de su presupuesto, guion y reparto". AllMovie también elogió la actuación de Morrow como "lo mejor de la película". 